# Textura

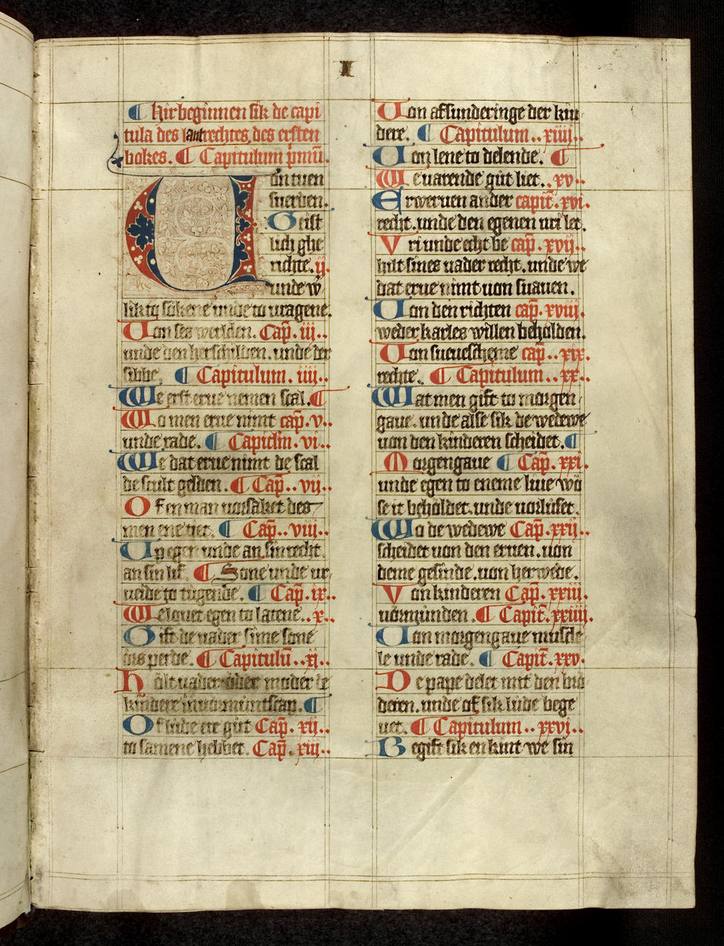
Textura in einer Handschrift des Sachsenspiegels, frühes 14. Jahrhundert. Heidelberg, Universitätsbibliothek, Cod. Pal. Germ.167, fol. 2r

Die Textura (von lateinisch textura „Gewebe“) oder Textualis („Textschrift“), nach ihrem gitterförmigen Aussehen früher auch Gitterschrift genannt, ist eine im Hochmittelalter entstandene nichtkursive Buchschrift. Sie ist kalligraphisch ausgeformt und zählt zur Gruppe der gebrochenen Schriften. Unter den „gotischen Schriften“, die sich im 12. Jahrhundert durchsetzten und dann das spätmittelalterliche Schriftwesen prägten, ist die Textura eine der bekanntesten. Später spielte sie auch im Buchdruck eine wichtige Rolle.

## Entstehung, Merkmale und Nomenklatur

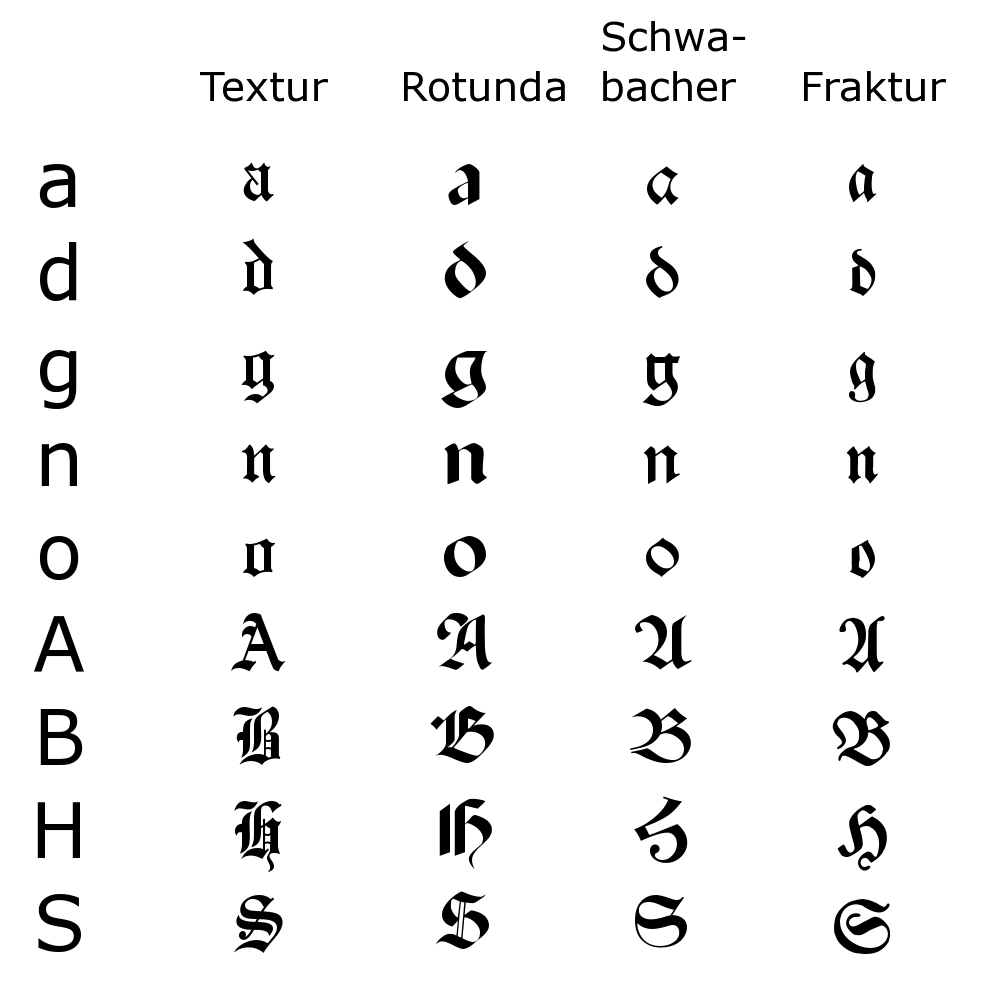
Die Textura im Vergleich mit anderen gebrochenen Schriften

Im 11. Jahrhundert setzte in der Handschriftenproduktion der Prozess der „Gotisierung“ ein, der sich in den folgenden Jahrhunderten fortsetzte und mit der Einführung neuer Stilmerkmale und einer neuen Ästhetik das Erscheinungsbild der Codices umprägte. Der neue „gotische“ Stil formte sich im Lauf des 12. und frühen 13. Jahrhunderts aus und setzte sich im Abendland überall durch. Ein Hauptmerkmal der gotischen Schriften ist die Brechung der Schäfte, daher spricht man von gebrochener Schrift. Das Ausmaß der Brechung ist allerdings sehr unterschiedlich.
„Carolino-Gotica“ bzw. als „Romano-Gotica“ bezeichnet Misch- bzw. Übergangsschriften zwischen der zuvor gebräuchlichen karolingischen Minuskel und der Textura, die im 12. Jahrhundert verwendet wurden. Aus ihnen entstanden die höher entwickelten gotischen Schriften. Die frühe gotische Minuskel unterscheidet sich von der karolingischen Minuskel durch die Streckung und gerade Aufrichtung aller Schäfte sowie die gleichartige Behandlung aller senkrecht auf der Linie stehenden Schäfte. Die Buchstaben f und langes s stehen auf der Zeile. Diese Merkmale sind für alle nichtkursiven gotischen Buchschriften charakteristisch.
In einer Nomenklatur, die von vielen Paläographen bevorzugt wird, werden alle Buchschriften, die diese Kennzeichen aufweisen, als „Textura“ oder „Textualis“ bezeichnet. Beide Namen wurden ursprünglich für die Schrift von besonders kunstvoll geschriebenen Codices verwendet. Die Bezeichnung „Textura“ – wörtlich „Gewebe“ – ist schon im 12. Jahrhundert belegt. Sie bezieht sich auf das gewebeartige Aussehen einer kalligraphischen gotischen Buchschrift. „Textualis“ ist ein von textus („Text“) abgeleitetes substantiviertes Adjektiv. Gemeint ist der Bibeltext, für den die sorgfältigste Buchschrift verwendet wurde. „Textualis“ bedeutet also eigentlich „die Schrift der Bibelhandschriften“. In der modernen Paläographie sind die beiden Ausdrücke jedoch auf eine andere, für wissenschaftliche Zwecke geeignetere Weise definiert worden. Allerdings hat man sich nicht auf eine einheitliche Nomenklatur geeinigt. Nach einer von manchen Paläographen favorisierten Terminologie kommt es nur auf die Streckung und gleichartige Organisation aller auf der Linie stehenden Schäfte an (so Bernhard Bischoff); als zusätzliches Definitionsmerkmal wird das „doppelstöckige a“ genannt (Gerard Isaac Lieftinck, Albert Derolez). Wenn das doppelstöckige a fehlt, spricht Derolez von „Semitextualis“. Das Ausmaß der gotischen Brechung und die Schmalheit der Schrift sind für diese Definition der Textura/Textualis nicht maßgeblich. Somit wird auch die in Italien und Südfrankreich vorherrschende Form der nichtkursiven gotischen Buchschrift, die Rotunda, als eine Textura betrachtet, obwohl sie die gotische Brechung nur gemäßigt durchführt und ein breiteres und runderes Schriftbild bietet als die nichtkursiven Buchschriften der nördlicheren Regionen. Von diesen wird die Rotunda als „italienische Textura“ (Bischoff) oder „Southern Textualis“ (Derolez) unterschieden. Andere Paläographen verwenden den Ausdruck „Textura“ in einem engeren Sinn. Sie bezeichnen damit nur die Gruppe der relativ schmalen nichtkursiven Buchschriften west- und mitteleuropäischen Ursprungs und sehen die Rotunda wegen des Unterschieds im Schriftbild „geradezu in Opposition zur Textura“.
Ein weiteres Merkmal, das zu Beginn des 13. Jahrhunderts hinzukam, sind die Bogenverbindungen (englisch „biting“). Dabei werden die einander zugekehrten Bögen zweier Buchstaben (beispielsweise o und c) so nahe zusammengerückt, dass die Bogenlinien sich teilweise überdecken. Wenn die Bögen in gerade Striche umgebrochen sind, haben die beiden verbundenen Buchstaben die senkrechten Teile der umgewandelten Bögen gemeinsam. Die nach festen Regeln gebildeten Bogenverbindungen trugen dazu bei, ein möglichst geschlossenes Schriftbild zu erzeugen, das dem Geschmack der Zeit entsprach und im Spätmittelalter die nichtkursiv geschriebenen Handschriften prägte.

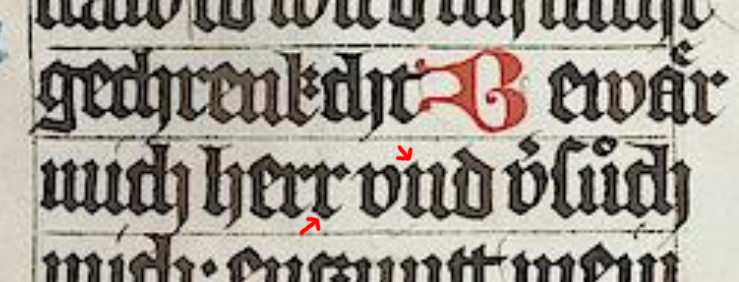
Quadrangel in einer Textura

Bei der Schaftbrechung werden die umgebrochenen Teile der Schäfte oft als auf die Spitze gestelltes Quadrat oder Rechteck geformt. Diese Formen werden Quadrangel („Vierecke“) genannt. Meist wird das auf die Spitze gestellte Viereck mit dem Grundstrich so verbunden, dass von den vier Ecken nur drei sichtbar sind (siehe Abbildung).

## Einzelne Ausprägungen
Eine Unterscheidung von Varianten der Textura ergibt sich aus der unterschiedlichen Gestaltung der Schäfte. Wenn die Schäfte oben und unten – also doppelt – gebrochen sind, spricht man – einer schon im 15. Jahrhundert verwendeten Nomenklatur folgend – von „Textus quadratus“ oder „Quadrattextura“. Bei einfacher Brechung (nur oben) lautet die Bezeichnung „Textus semiquadratus“. Eine Textura ohne solche Brechungen mit gerundeten Fußpartien der Schäfte heißt „Textus rotundus“ („runder Text“, nicht zu verwechseln mit der Schriftart Rotunda).

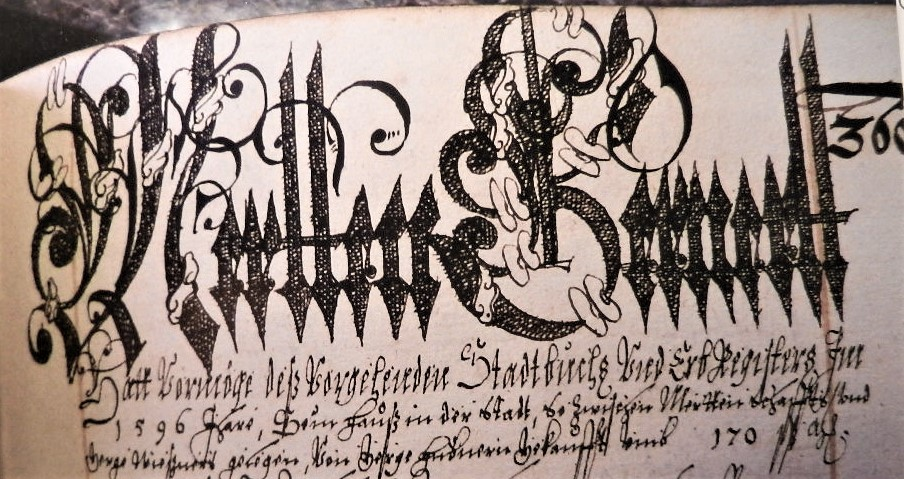
Künstlerisch handschraffierte mit Perlen geschnürte Schrift um 1596, Stadtbuch Arnau („Mertten Gernertt“)

Für die kalligraphisch ausgestalteten Buchschriften in hochwertigen Codices wird die Bezeichnung „Textura/Textualis formata“ verwendet. Dabei handelt es sich um sehr gleichmäßige, aus normierten Elementen aufgebaute Schriften. Das Schreiben entspricht nicht dem natürlichen Federzug; es ist mühsam und zeitaufwendig, denn die Buchstaben werden künstlich konstruiert. Die Blütezeit dieser Kalligraphie umfasste das 14. und das 15. Jahrhundert. Bei der Gestaltung hatte die künstlerisch-graphische Wirkung Vorrang vor der bequemen Lesbarkeit. Die klare Unterscheidbarkeit der Buchstaben wurde der ästhetischen Gleichförmigkeit untergeordnet. Dies betraf vor allem die Buchstaben n, m, u und i, die in Textura formata schwer zu unterscheiden sind, wenn sie hintereinander stehen, aber auch e und c.

## Die letzte Phase der Textura-Verwendung
Im 15. Jahrhundert wurde die Textura in der Handschriftenproduktion von den kursiven Buchschriften, den Bastarden, und von der humanistischen Minuskel/Antiqua, der von den Humanisten eingeführten nichtkursiven Buch- und Druckschrift, zurückgedrängt. Dazu trug wohl auch die zunehmende Verwendung des Papiers bei, denn Papier ist zum Schreiben der Textura weniger geeignet als Pergament.

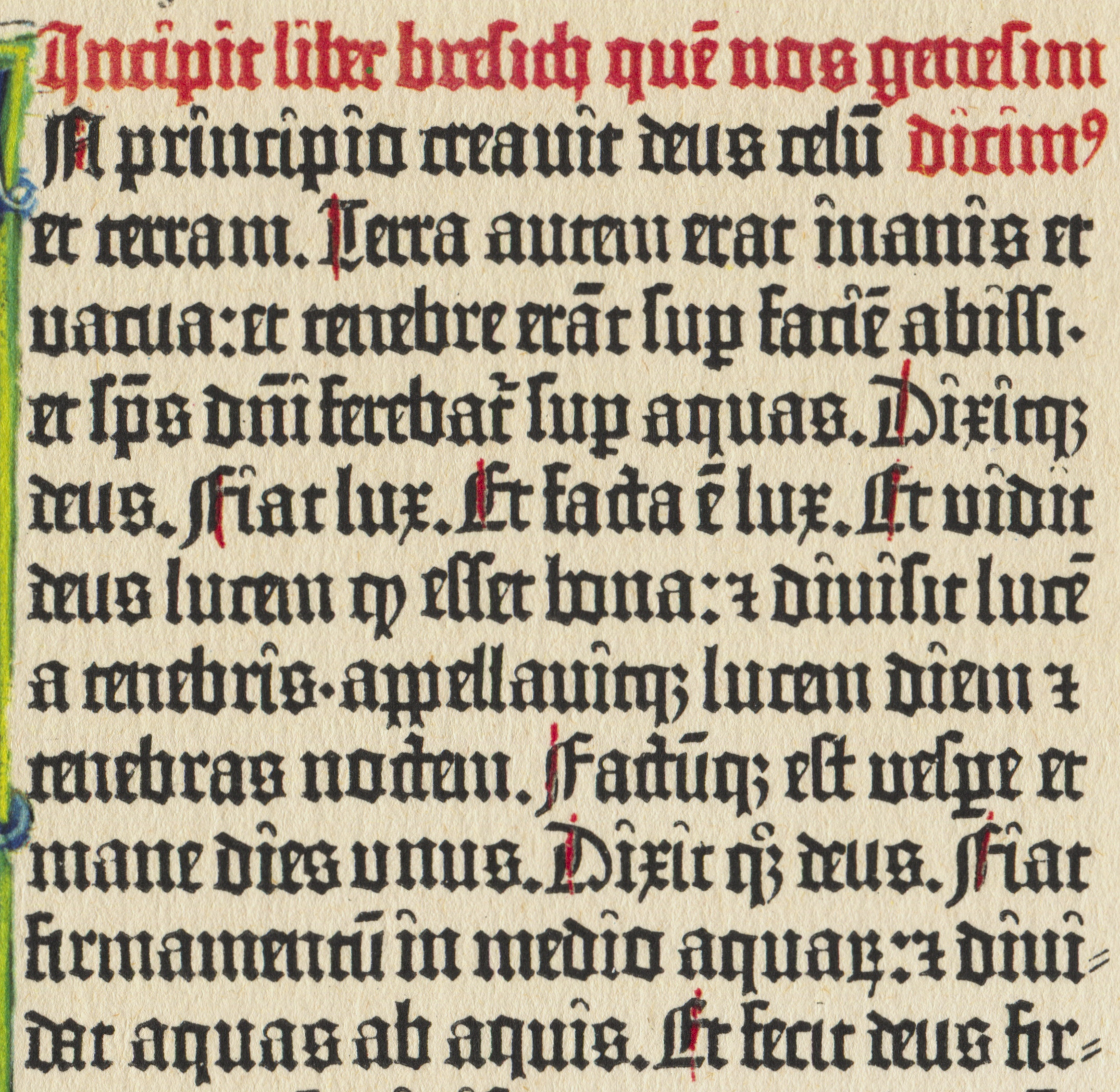
Textura in der Gutenberg-Bibel, ca. 1455

Da die feierliche Textura die traditionelle Schrift der Bibelcodices und der liturgischen Handschriften war, kam nur sie in Betracht, als Johann Gutenberg 1452/1454 die Gutenberg-Bibel, die erste Inkunabel, schuf. Damals hatte die Textura allerdings den Höhepunkt ihrer Entwicklung bereits überschritten und lag in einer erstarrten Form vor. Gutenbergs Type zeigt auf markante Weise Merkmale einer späten Textura formata: Betonung der Senkrechten, Brechung aller Rundungen, Textus quadratus, gitterartiger Eindruck, sehr geschlossenes Schriftbild, streng geometrischer Charakter. Damit erzielt sie eine monumentale Wirkung.
In der Folgezeit entstanden zahlreiche weitere Drucke mit Textura-Typen für den kirchlichen Bedarf. Bis ins 16. Jahrhundert war die Textura in Deutschland für liturgische Bücher eine gängige Schriftart. Auch als Auszeichnungsschrift für Titel und Kapitelüberschriften blieb sie lange im Gebrauch. Außerhalb dieser begrenzten Verwendungsbereiche konnte sie sich jedoch in Deutschland nicht durchsetzen. In Frankreich beschränkte sich die Verbreitung der Druck-Textura weitgehend auf die nördlichen Regionen. Beliebt war sie in den Niederlanden sowie in England, wo man sie „black letter“ nannte.